# India (nome)
India  è un nome proprio di persona inglese femminile.

## Origine e diffusione

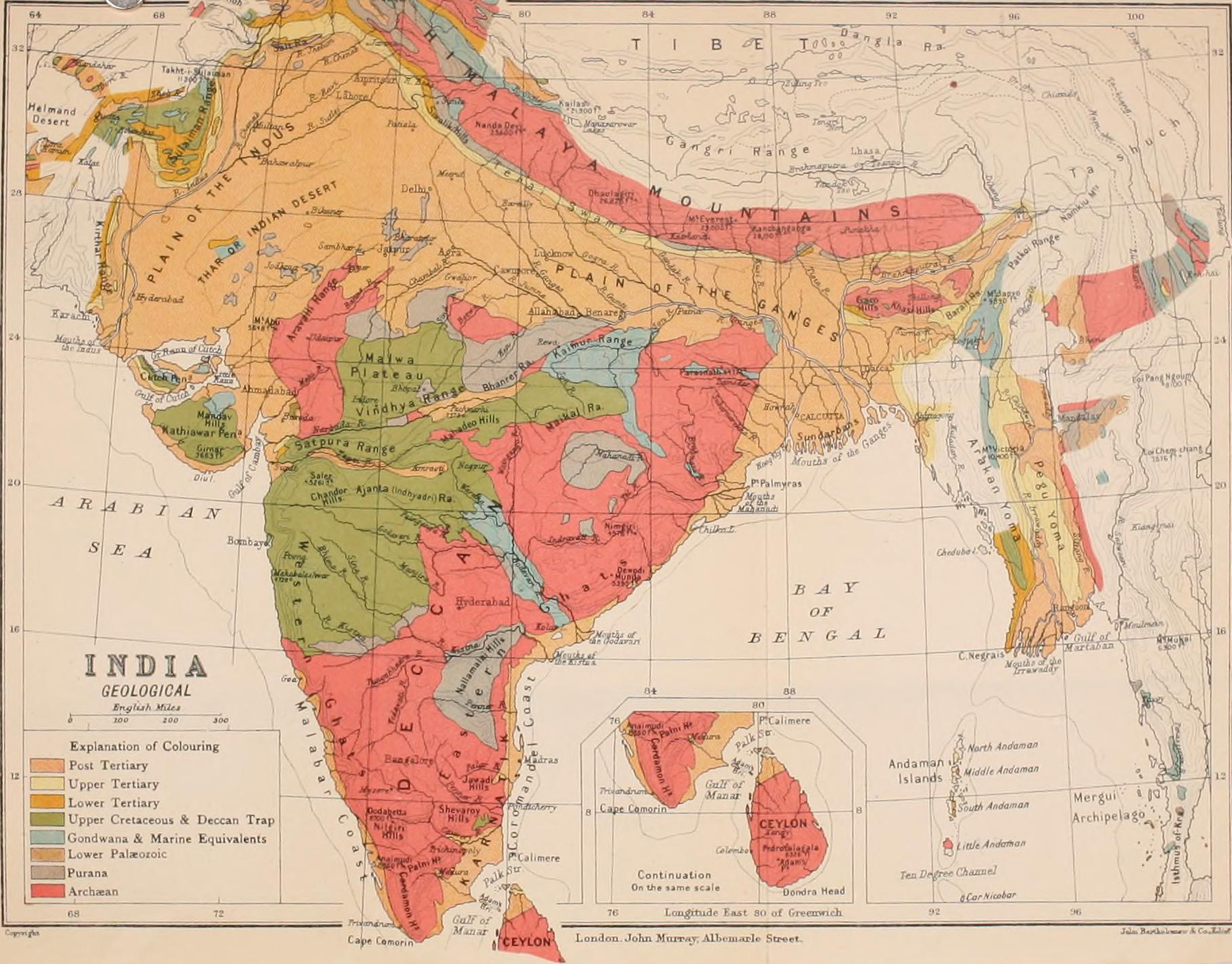
Mappa dell'India del 1911

Richiama la nazione asiatica dell'India: il nome di questo paese risale, tramite il latino India, al greco antico Ἰνδία (Indíā), ossia "regione del fiume Indo; il nome dell'Indo deriva a sua volta dal sanscrito सिन्धु, Sindhu, ossia "fiume", "flusso", "mare", "oceano". 
In Gran Bretagna iniziò a diffondersi a partire dalla dominazione britannica dell'India nel XIX secolo, e venne ulteriormente popolarizzato dal personaggio di India Wilkes nel romanzo Via col vento (Lydia nella traduzione italiana); la diffusione negli Stati Uniti d'America risale invece agli anni Settanta.

## Onomastico
Nessuna santa ha mai portato questo nome, che quindi è adespota; l'onomastico si può eventualmente festeggiare il 1º novembre, in occasione di Ognissanti.

## Persone

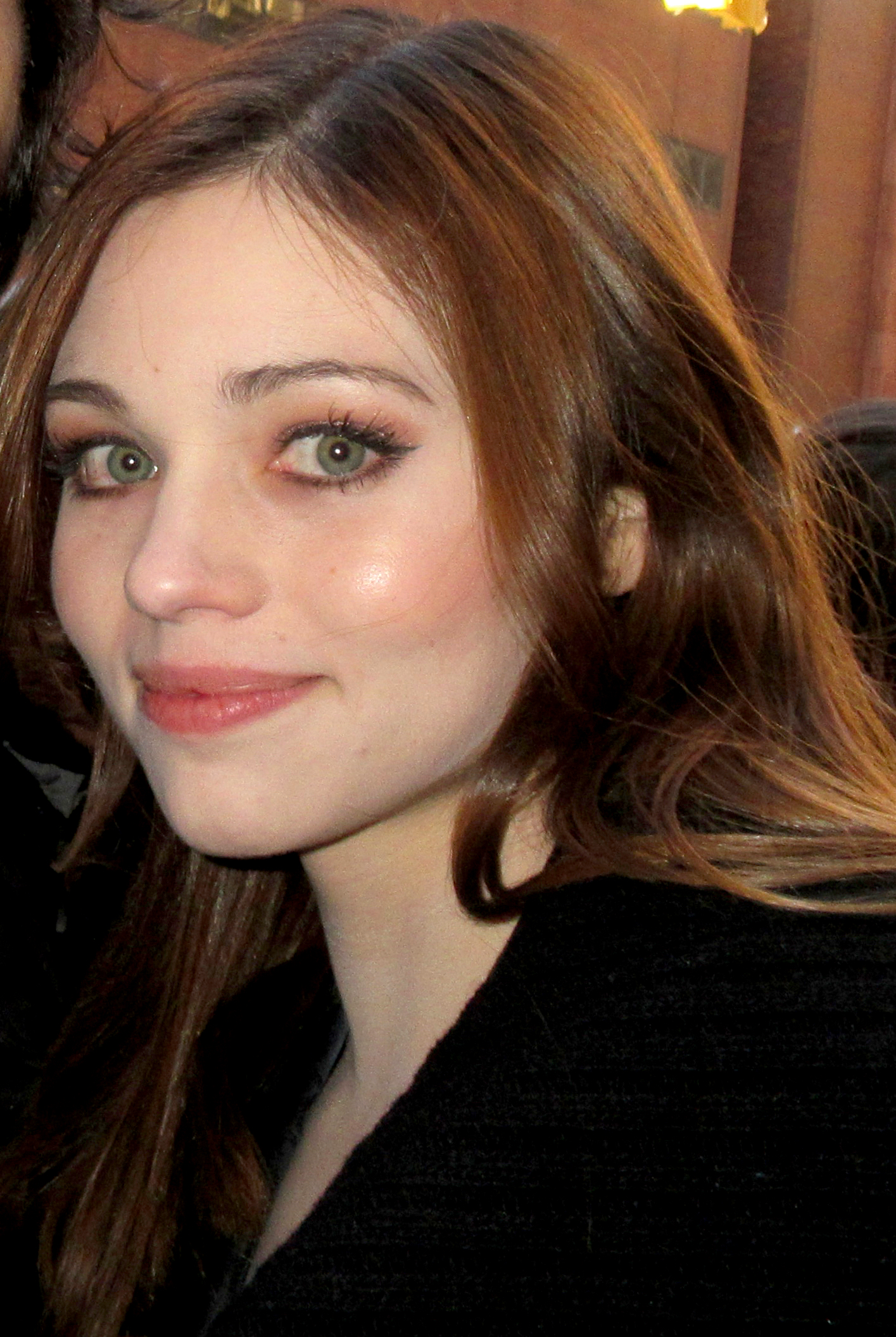
India Eisley

- India Allen, attrice e modella statunitense
- India Arie, cantautrice, musicista e polistrumentista statunitense
- India Catalina, donna indigena che fece da guida a Pedro de Heredia
- India Eisley, attrice statunitense
- India Knight, giornalista e scrittrice britannica
- India Martínez, cantante spagnola
- India Summer, attrice pornografica statunitense

## Il nome nelle arti
- India Stoker è la protagonista del film del 2013 Stoker.
- India Wilkes (in italiano Lydia) è un personaggio del romanzo di Margaret Mitchell Via col vento, e dell'omonimo film da esso tratto.